# Isabelle Villars
Pour les articles homonymes, voir Villars.
Isabelle Villars était une actrice et auteure de pièces radiophoniques, née le 8 juillet 1920 à Genève et décédée le 18 mars 1996 à Genève.

## Biographie
Fille du fabricant de voitures Lucien Pictet, Isabelle Villars étudie le théâtre à Paris, chez Louis Jouvet. Contrainte de rentrer en Suisse en raison de la guerre, elle collabore à Radio-Genève et Radio-Lausanne. Elle entre à la Comédie de Genève en 1943, où elle joue jusqu’en 1959. En 1960 et 1961, elle apparaît sur la scène du Théâtre Municipal de Lausanne.
De 1957 à 1986, elle écrit 200 pièces policières pour la plupart des épisodes des Aventures de Roland Durtal, où apparait le célèbre trio Roland Durtal (joué par René Habib, son mari à la ville), Picoche et le commissaire Gallois.
Elle décède à Genève le 18 mars 1996.